# Anagyrus quadrimaculatus
Anagyrus quadrimaculatus är en stekelart som beskrevs av Xu och He 1996. Anagyrus quadrimaculatus ingår i släktet Anagyrus och familjen sköldlussteklar. Inga underarter finns listade i Catalogue of Life.